# Turdus cardis
El zorzal japonés (Turdus cardis) es una especie de ave paseriforme de la familia Turdidae. Está ampliamente distribuido en Asia, encontrándose en China, Japón, Corea, Laos, Nepal, Rusia y Vietnam, siendo esporádica en Tailandia. No se reconocen subespecies.